# (3514) Hooke
(3514) Hooke est un astéroïde de la ceinture principale et plus spécifiquement du groupe de Hilda.

## Description
(3514) Hooke est un astéroïde du groupe de Hilda. Il fut nommé en honneur de Robert Hooke. Il présente une orbite caractérisée par un demi-grand axe de 3,95 UA, une excentricité de 0,19 et une inclinaison de 3,5° par rapport à l'écliptique.

## Compléments